# Sylvie Faucheux
Pour les articles homonymes, voir Faucheux (homonymie).
Sylvie Faucheux, née le dans le 20e arrondissement de Paris le 29 mai 1960, est une universitaire française, spécialiste de l’économie de l’environnement et du développement durable. Elle est professeur au CNAM . Elle a été  présidente de l’université de Versailles-Saint-Quentin-en-Yvelines de 2002 au 12 avril 2012 et administratrice du Pôle de recherche et d'enseignement supérieur UPGO de novembre 2011 à octobre 2012. Elle a été rectrice de l’académie de Dijon d' octobre 2012 à février 2014 ,, date à laquelle elle a été remerciée en raison des erreurs de gestion relevées par la Cour des comptes à l'université de Versailles-Saint-Quentin. En septembre 2014, elle se voit confier une mission auprès du directeur général des services du département des Yvelines, par son président actuel, le Républicain Pierre Bédier.

## Biographie

### Formation
Sylvie Faucheux suit tout d'abord une formation en sciences économiques et économétrie à l’université Paris-1 Panthéon-Sorbonne avant de soutenir en 1990 sa thèse de doctorat en économie de l’environnement et des ressources naturelles au sein de la même université. 

### Carrière universitaire
Jeune docteure, elle est recrutée comme maître de conférences à l’université Paris-Ien 1991. Quelques mois plus tard, elle devient enseignante à l’université du Maine avant d'être nommée professeur à l’université de Versailles-Saint-Quentin-en-Yvelines en 1994. En 1995, elle fonde et dirige le centre d’économie et d’éthique pour l’environnement et le développement durable qui devient en 2002 une unité mixte de recherche entre l’UVSQ et l’Institut de recherche pour le développement.
Elle est à l'origine de la fondation partenariale Fondaterra (Institut européen pour le développement durable). Elle préside l’European association for ecological economics de 1994 à 1998 avant de devenir membre du bureau de l’International society for ecological economics. De 1994 à 2001, elle est membre du forum consultatif européen sur l’environnement et le développement durable auprès de la présidence européenne. Elle prend ensuite la responsabilité du groupe de travail sur le changement climatique.

### Activités politiques
Parallèlement à ses activités universitaires, elle a été candidate PS aux législatives pour la première circonscription des Yvelines en juin 2007.

### Présidence de l’université de Versailles-Saint-Quentin-en-Yvelines
En décembre 2002, elle est élue présidente de l’université de Versailles-Saint-Quentin-en-Yvelines. Elle est réélue en 2008 pour un mandat de quatre ans jusqu'au 12 avril 2012, date à laquelle lui a succédé Jean-Luc Vayssière. En complément de son activité principale, elle est membre du conseil supérieur de la recherche et de l’enseignement supérieur en France depuis 2002 et responsable, au sein de celui-ci, du groupe de travail sur le développement durable. Elle fait également partie du conseil scientifique de l'IRSTEA (anciennement CEMAGREF) depuis 2001. 
Sa gestion de l'université de Versailles a été questionnée a posteriori par la Cour des comptes, à l'occasion de la cessation de paiement partielle de l'université de Versailles-Saint Quentin en 2014.

## Distinctions
Sylvie Faucheux est chevalier dans l’ordre des Palmes académiques (promotion du 14 juillet 2004), chevalier dans l’ordre national du Mérite (décret du 14 novembre 2005), chevalier dans l’ordre national de la Légion d’honneur (promotion du 1er janvier 2010), titulaire de la Marianne d’Or 2009 pour ses actions en faveur du développement durable et prix de la « présidente engagée » du Partenariat Public Privé 2011.

## Œuvres
- Sylvie Faucheux, Jean-François Noël, Économie des ressources naturelles et de l'environnement, Armand Colin, 1999, 320 p. (ISBN 2200214421)
- Sylvie Faucheux, H. Joumni, Économie des changements climatiques, La découverte - slf, 2005, 128 p. (ISBN 2707143820)
- Sylvie Faucheux, Catherine Moulin, T.I.C. et développement durable, De Boeck, 2010 (ISBN 2804103714)

### Ouvrages
- Who’s Who in France 2011, 2010 (ISBN 978-2-85784-051-0)
- Who’s Who in France 2012, 2011 (ISBN 978-2-85784-052-7)

### Autres références
1. ↑  Who’s Who in France 2012, 2011
2. ↑  « Sylvie FAUCHEUX: biographie et actualités sur EducPros », sur www.letudiant.fr (consulté le 26 février 2016)
3. ↑  « La rectrice de Dijon évincée ? », sur letudiant.fr (consulté le 8 septembre 2020).
4. ↑  « Versailles Saint-Quentin : l'incroyable descente aux enfers d'une université », sur Mediapart, 7 mars 2014 (consulté le 8 septembre 2020).
5. ↑  « Pierre Bédier confie une mission à Sylvie Faucheux », sur www.lalettredelexpansion.com (consulté le 15 mars 2016)
6. ↑  [PDF]Sylvie FAUCHEUX, consulté sur site sylviefaucheux.blogspirit.com le 22 février 2012
7. ↑  « Sylvie Faucheux », sur www.persee.fr (consulté le 22 février 2012)
8. ↑  « Sylvie Faucheux », sur www.editionsladecouverte.fr (consulté le 20 décembre 2011)
9. ↑  « Sylvie Faucheux », sur www.energies-citoyennes.fr (consulté le 20 décembre 2011)
10. ↑  « Sylvie Faucheux », sur www.educpros.fr (consulté le 20 décembre 2011)
11. ↑  « Fait du jour : Sylvie Faucheux réélue présidente de l’université de Versailles-Saint-Quentin-en-Yvelines », sur www.uvsq.fr, 1er février 2012 (consulté le 22 mai 2012)
12. ↑  « Fait du jour : L'université de Versailles-St-Quentin en 2012 », sur www.tvfil78.com, 1er février 2012 (consulté le 9 février 2012)
13. ↑  Article du Bien public
14. ↑   Blog Le Monde, L’université Versailles-Saint-Quentin ne paye plus ses factures, Nathalie Brafman, 13 novembre 2013, 
http://enseignementsup.blog.lemonde.fr/2013/11/13/luniversite-versailles-saint-quentin-ne-paye-plus-ses-factures/
15. ↑  « FAUCHEUX Sylvie », sur www.cpu.fr (consulté le 20 décembre 2011)
16. ↑  « Décret du 14 novembre 2005 portant élévation aux dignités de Grand'Croix et de Grand Officier », sur www.france-phaleristique.com (consulté le 20 décembre 2011)
17. ↑  « Décret du 31 décembre 2009 portant promotion et nomination », sur www.legifrance.gouv.fr (consulté le 20 décembre 2011)
18. ↑  Décernation du prix PPP 2011